# 夜に現れた森
「夜に現れた森」（よるにあらわれたもり、原題: "In the Forest of the Night"）は、イギリスのSFドラマ『ドクター・フー』第8シリーズ第10話。フランク・コットレル＝ボイスが脚本を、シェリー・フォークソンが監督を担当し、2014年10月25日に BBC One で初放送された。批評家のレビューは賛否両論であった。
本作では異星人のタイムトラベラー12代目ドクター（演:ピーター・カパルディ）とコンパニオンのクララ・オズワルド（演:ジェナ・ルイーズ・コールマン）が、一夜にして世界中に出現した森の中に消えた少女メイブ（演:アビゲイル・イームズ）を捜索する。メイブは森の木々と会話できる能力があった。また、地球には太陽フレアが迫りつつあった。

## 連続性
森と太陽フレアに襲われる地球を捨てて身を守るように頼むクララに対し、ドクターは「月を殺せ」でのクララの台詞 "This is my world, too. I walk your Earth. I breathe your air." で答えている。

### 他作品への言及
本作の原題 In the Forest of the Night はウィリアム・ブレイクの The Tyger (en) の2文目 Tyger Tyger, burning bright, In the forests of the night に由来する。Doctor Who Extraによると本作には数多くのおとぎ話の要素が含まれている。具体的には、赤いコートを着たメイブが狼に追われる（『赤ずきん』）、メイブの苗字がアーデンである（ウィリアム・シェイクスピアの『お気に召すまま』）といったものが挙げられる。

## 放送と反応
放送当夜の視聴者数は503万人で、タイムシフト視聴者を合算すると692万人に上った。Appreciation Index は83を記録した。

### 批評家の反応
| 専門評論家によるレビュー | 専門評論家によるレビュー |
| レビュー・スコア         | レビュー・スコア         |
| 出典                     | 評価                     |
| ------------------------ | ------------------------ |
| The A.V. Club            | B                        |
| SFX                      | [ 8 ]                    |
| TV Fanatic               | [ 9 ]                    |
| CultBox                  | [ 10 ]                   |
| IGN                      | 7.4                      |
| ニューヨーク・マガジン   | [ 12 ]                   |
| ラジオ・タイムズ         | [ 13 ]                   |
| デジタル・スパイ         | [ 14 ]                   |
| デイリー・テレグラフ     | [ 15 ]                   |

本作は批評家から賛否両論のレビューを受けた。空想的でユニークな感覚や、第8シリーズの暗い他のエピソードとの対照性を称賛する批評家もいれば、脅威が存在しなかったことを批判する批評家もいた。デイリー・テレグラフのベン・ローレンスは星4つを与え、「パワフルだ」と評価した。彼はドクターのキャラクター性の発達やピーター・カパルディの演技を称賛した。Wales Online のクリス・パイクは本作が怖ろしい冒険でも楽しい冒険でもなくその間に留まっていたと述べ、シーズンフィナーレ目前の穴埋めエピソードのようであったとコメントした。The News Hub のマット・デニスはエピソードの大部分に脅威と緊張感がないとして物語を批判し、「目的もなく彷徨う45分間」と表現した。ラジオ・タイムズのパトリック・マルケーンは星3つを与えた。彼はこの作品を「子どもと大人のための楽しい寓話」と呼んだが、設定は同シリーズの月が卵である（「月を殺せ」）のと同様に「ほとんど信憑性がない」と感じていた。インデペンデント紙のニーラ・デブナスは本作が最も強力な作品というわけではないと述べつつ、ウィットに富んだ対話と若いゲストキャストがそれを補っている」と述べた。コンセプトについては冒頭を良いと認めた一方、展開が速いとコメントした。Liverpool Echo のジェイミー・マクロローリンは全体的に肯定的であり、星5つを与えて「マスタークラス」だと評価した。
しかし、デジタル・スパイのモーガン・ジェフェリーは否定的なレビューをしており、星2つを与えた。彼はカパルディとコールマンおよびサミュエル・アンダーソンの演技に肯定的であったが、脚本については「洗練されていない」「完全に残念な体験」と酷評した。IGNのマット・リズレイは本作を10点満点中7.4点と評価し、同じく第8シリーズの明るいエピソードであった「シャーウッドの森のロボット」よりは良かったとし、第8シリーズの暗い雰囲気を変えたことを高く評価した。しかし、彼はアンダーソンが演じるダニー・ピンクの役割が良くなかった感じ、また物語がバラバラであると批判もした。
番組総責任者のスティーヴン・モファットは、「美しくエレガントに書かれている」と言ってエピソードを擁護し、「私は何年にもわたって成長すると思う」と付け加えた。